# Eparchie urjupinská
Eparchie Urjupinsk je eparchie ruské pravoslavné církve nacházející se v Rusku.

## Území a titul biskupa
Zahrnuje správní hranice území městského okruhu Michajlovka, Urjupinsk a Frolovo, také Alexejevského, Danilovského, Jelaňského, Žirnovského, Kikvidzenského, Kumylženského, Něchajevského, Novoanninského, Novonikolajevského, Olchovského, Rudňanského, Serafimovičského, Urjupinského a Frolovského rajónu Volgogradské oblasti.
Eparchiálnímu biskupovi náleží titul biskup urjupinský a novoanninský.

## Historie
Eparchie byla zřízena rozhodnutím Svatého synodu dne 15. března 2012 oddělením území z volgogradské eparchie. Stala se součástí nově vzniklé volgogradské metropole.
Prvním biskupem se stal klerik volgogradské eparchie igumen Jelisej (Fomkin).

## Seznam biskupů
- od 2012 Jelisej (Fomkin)